# Матвієвка (Хабаровський район)
Матві́євка (рос. Матвеевка) — село у складі Хабаровського району Хабаровського краю, Росія. Входить до складу Тополевського сільського поселення.

## Населення
Населення — 2974 особи (2010; 2567 у 2002).
Національний склад (станом на 2002 рік):
- росіяни — 88 %